# リンゼイ・ケンプ

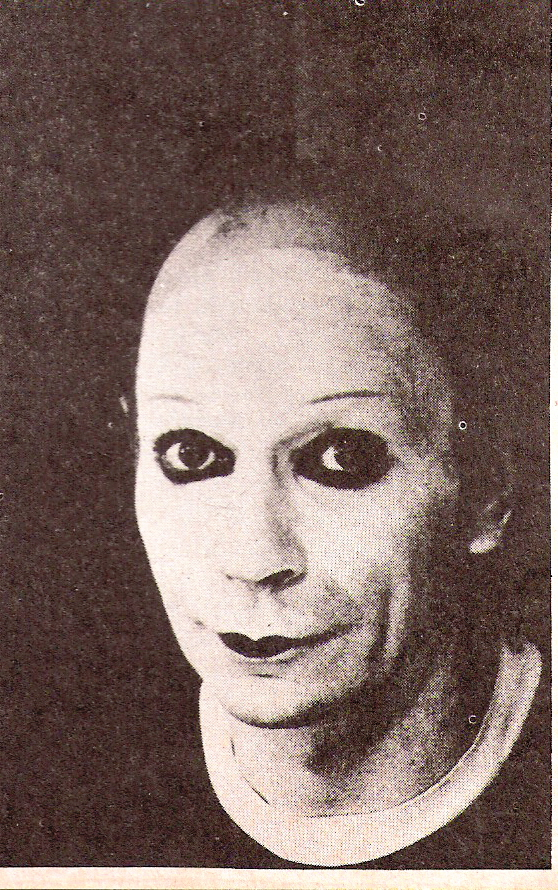
リンゼイ・ケンプのポートレイト、1979年

リンゼイ・ケンプ（Lindsay Kemp, 1938年5月3日 - 2018年8月25日、イングランド・チェシャー生まれ）は、イギリス出身の舞踊家、俳優、教師、マイムアーチスト、振付家。ケンプのダンスパフォーマンスは、大野一雄らの前衛舞踏（Butō）、パントマイム、ブルレスク、ミュージックホールの演劇を融合/折衷させたようなスタイルである。

## 経歴
ケンプの父は船乗りだったが、1940年に海で行方不明になった。ケンプ自身によると、彼は非常に幼いころから踊っていたという。「お隣さんたちを楽しませるために、よくキッチンテーブルの上で踊っていたものさ。小さな男の子がすっかりめかしこんで、爪先立ちで踊っているなんてのは、サウス・シールズでは斬新だったよ。最後は母が少し持て余してしまってね、僕を8歳でボーディング・スクールに送り込むことにした。いくらか常識を叩き込んでもらおうと思ったんだね。」
ケンプの母親はサウス・シールズから離れたところに暮らすようになり、ケンプはウォーキンガムの近くのベアウッド・カレッジに入学した。この学校は商船員の子弟が通う学校である。ケンプと母親は、のちにヨークシャーのブラッドフォードに引っ越した。ここでケンプはブラッドフォード芸術カレッジに入学した。その後、ヒルデ・ホルガーにダンスを学び、マルセル・マルソーにマイムを学んだ。1963年にクリストファー・プラマーを主演として、エルシノア城で映画化された、BBCのシェイクスピア生誕400年祭企画「ハムレット」で、ケンプは「劇中劇の王妃」の役をやった。
ケンプは60年代初期に自分のダンスカンパニーを結成したが、はじめて脚光を浴びたのは1968年のエジンバラ・フェスティバルへの出演だった。1970年代始めごろ、リンゼイ・ケンプはダンスやマイムの教師として人気があり、デヴィッド・ボウイや、ケイト・ブッシュがケンプのクラスに参加していた。ケンプは欧米の文化人としてはかなり早い時期から日本文化に興味を抱いており、自身のダンススクールで積極的に能や歌舞伎を研究した。ケンプ自身は、衣笠貞之助の1926年の無声映画『狂つた一頁』に強い影響を受けたとインタビューで語っている。また、日本の音楽プロデューサー、作詞家、演出家である大輪茂男の著作『童話集 夜出る魚達の船』の表紙のアートワークを提供している。
1970年代の活動としては、デヴィッド・ボウイが「ジギー・スターダスト」名義で行った一連の公演（Ziggy Stardust concerts として知られる）のたとえば、1972年8月のロンドン、レインボウ・シアター公演などに出演した。また、ミック・ロックが監督したボウイのシングル "John, I'm Only Dancing" のプロモーションビデオにもJack Birkettとともに登場した。1979年にケンプはイングランドからスペインに移住し、その後、遅くとも2002年にはイタリアのローマとトーディに移り住んだ。
ケンプは映画においては性格的な脇役を演じることが多かった。たとえば、ケイト・ブッシュの短編映画 The Line, the Cross & the Curve (1994)や、デレク・ジャーマンの『セバスチャン』（1976）ではダンサー、『ジュビリー』（1977）ではキャバレー出演者の役を演じた。トッド・ヘインズの『ヴェルヴェット・ゴールドマイン』（1998）ではパントマイムの淑女を、アンソニー・シェーファー監督『ウィッカーマン』（1973）では宿屋の主人を演じた。
出演した舞台演劇としては、 Pierrot In Turquoise, Flowers, Salome, Mr Punch's Pantomime, A Midsummer Night’s Dream, Duende, Nijinskij, Alice, Cenerentola (Cinderella), Sogno di Nijinscky or Nijinscky il matto (1983) (translation: Nijinscky's dream or Nijinscky the mad), Facade, The Big Parade, Alice, Onnagata（女形）, Cinderella, Varieté, Dream Dances, などがある。また、バレエとしては、 Rambert, Parades Gone By (1975) と Cruel Garden (1977)がある。
1991年のドキュメンタリー映画 Travelling Light は、リンゼイ・ケンプのドキュメンタリー・ポートレイトである。
2018年8月25日、イタリア・リボルノにてこの世を去った。80歳没。ゲイであることを公にしていた。

## 主な出演作品

### 映画
- The Vampire Lovers (1970), as Jester.[1]
- Savage Messiah (1972),[2] as Angus Corky.
- The Wicker Man (1973),[2] as Alder MacGregor.
- The Stud (1974), as Topstar.[1]
- Sebastiane (1976),[2] as Dancer.
- Jubilee (1977), as Cabaret performer.
- Valentino (1977), as Mortician.[2]
- A Midsummer Night's Dream for TV (1985),[2] as Puck.
- Cartoline italiane (Italian Postcards) (1987).[2]
- The Line, the Cross & the Curve (1993),[2] as 'Guide'.
- Velvet Goldmine (1998),[2] as Pantomime Dame.

### ミュージックビデオ
- デヴィッド・ボウイ「John, I'm Only Dancing」（1972年）
- ティム・アーノルド（英語版）「Change」（2017年）[15]

スペインのテレビ番組La Mandrágoraに2005年と2006年の2度にわたりゲスト出演。